# Municipio de Germantown (Minnesota)
El municipio de Germantown (en inglés: Germantown Township) es un municipio ubicado en el condado de Cottonwood en el estado estadounidense de Minnesota. En el año 2010 tenía una población de 207 habitantes y una densidad poblacional de 2,23 personas por km².

## Geografía
El municipio de Germantown se encuentra ubicado en las coordenadas 44°9′7″N 95°9′4″O / 44.15194, -95.15111. Según la Oficina del Censo de los Estados Unidos, el municipio tiene una superficie total de 92.85 km², de la cual 92,82 km² corresponden a tierra firme y (0,03 %) 0,03 km² es agua.

## Demografía
Según el censo de 2010, había 207 personas residiendo en el municipio de Germantown. La densidad de población era de 2,23 hab./km². De los 207 habitantes, el municipio de Germantown estaba compuesto por el 99,52 % blancos y el 0,48 % eran de una mezcla de razas. Del total de la población el 0 % eran hispanos o latinos de cualquier raza.